# Marie zu Hohenlohe-Schillingsfürst

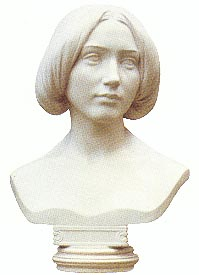
Marie Prinzessin zu Sayn-Wittgenstein. Marmorbüste von Ernst Rietschel, 1855

Marie Pauline Antoinette Fürstin zu Hohenlohe-Schillingsfürst, geb. Prinzessin zu Sayn-Wittgenstein-Ludwigsburg (* 18. Februar 1837 in Woronince; † 21. Januar 1920 auf Schloss Friedstein bei Stainach) war eine österreichische Mäzenin.

## Leben

### Herkunft

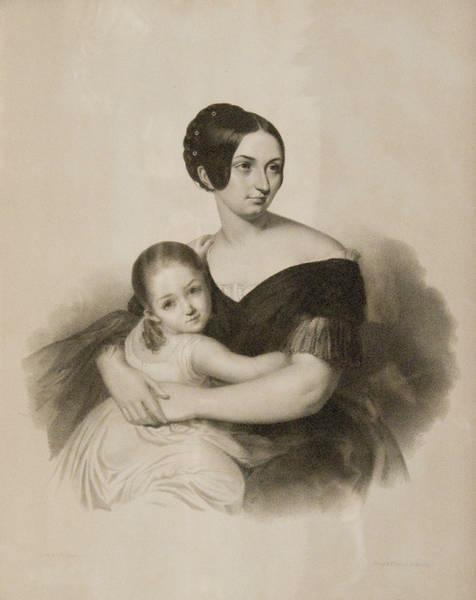
Prinzessin Marie mit ihrer Mutter Carolyne zu Sayn-Wittgenstein. Um 1840

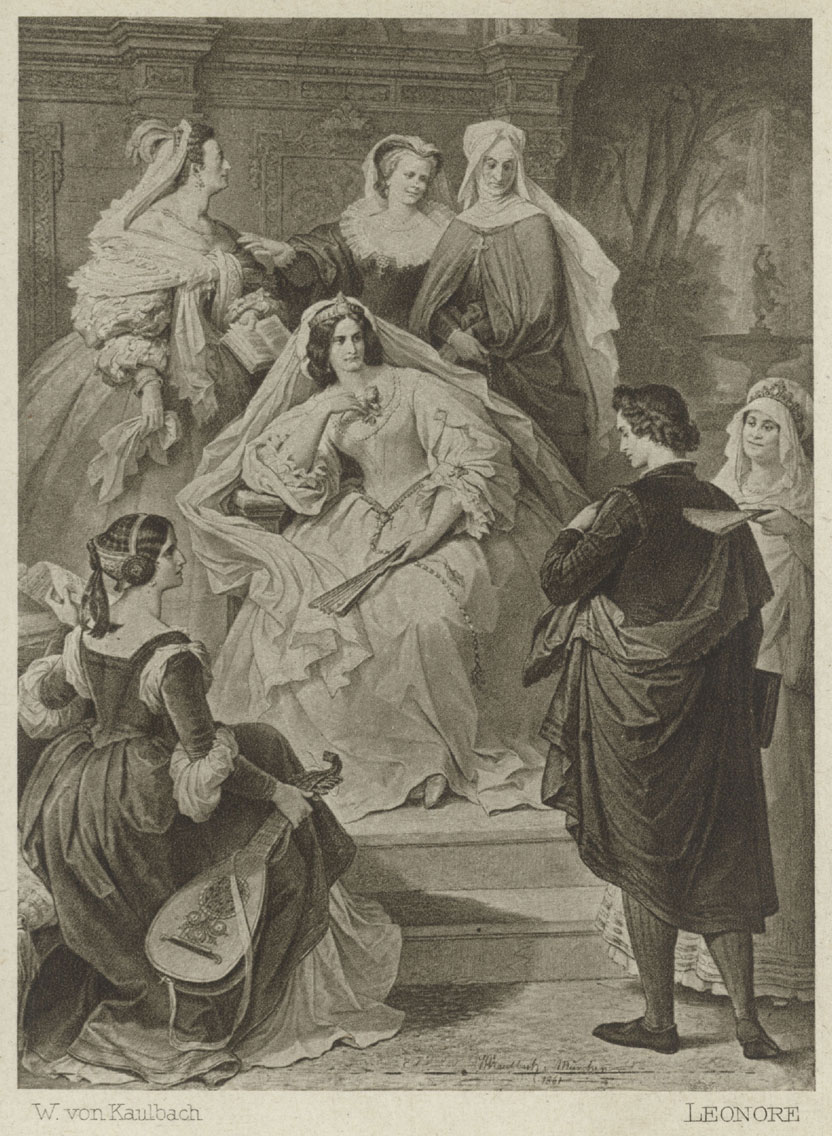
Marie Hohenlohe als Tassos Leonore, gemalt von Wilhelm von Kaulbach, um 1864

Marie zu Sayn-Wittgenstein wurde 1837 als Tochter des kaiserlich-russischen Rittmeisters a. D. Nikolaus Prinz zu Sayn-Wittgenstein-Berleburg-Ludwigsburg und der Carolyne, geb. von Iwanowska im südukrainischen Woronice geboren. Ihre Kindheit war geprägt durch das Zerwürfnis ihrer Eltern und die Flucht ihrer Mutter zu ihrem Idol und späteren Liebhaber Franz Liszt nach Deutschland im Jahr 1848. Seit 1849 wuchs Marie, die ihre Mutter aus Russland mitgenommen hatte, mit ihr und Liszt in Weimar auf, wo sie früh in Berührung mit der Musik- und Kunstszene ihrer Epoche kam; so verkehrten in der Weimarer Altenburg, wo ihre Mutter ihren Wohnsitz aufgeschlagen hatte, unter anderem Richard Wagner und Hector Berlioz. Liszt widmete der Prinzessin die Six chants polonais op. 74 de Frédéric Chopin transcrits pour le piano (1860). Ihre Mutter hatte rechtzeitig ihr ererbtes Vermögen auf sie übertragen lassen, so dass sie trotz der Scheidung ihrer Eltern 1855 finanziell abgesichert dastand.

### Späteres Leben
1859 heiratete Marie in Weimar Prinz Konstantin zu Hohenlohe-Schillingsfürst (1828–1896), österreichischen Hofbeamten, und siedelte nach Wien über. Mit der Berufung ihres Gatten zum Ersten Obersthofmeister des Kaisers Franz Joseph I. im Juli 1866 – zugleich wurde das Paar vom Kaiser in den persönlichen Fürstenstand mit dem Prädikat „Euer Gnaden“ erhoben – avancierte sie in eine herausgehobene Stellung am österreichischen Kaiserhof, aus der heraus sie sich intensiv in der Förderung des Kulturlebens engagierte. Zu ihren Protegés gehörten Gottfried Semper, Franz von Dingelstedt, Adolf von Wilbrandt und Ferdinand von Saar. Eine besondere Freundschaft verband sie mit Friedrich Hebbel. In musischem und intellektuellem Umfeld aufgewachsen, widmete sie sich literarischen Projekten: So übersetzte sie Alphonse de Lamartines Le tailleur de pierre de Saint-Point und Liszts Chopin-Biographie – von der manche annehmen, sie stamme in Wahrheit von ihrer Mutter – aus dem Französischen.
Daneben war sie philanthropisch tätig. Auf ihre Initiative hin entstanden 1873 die „Leopoldstädter Volksküche“, deren Leitung sie übernahm, sowie mehrere Ferienkolonien für Kinder.
Heinz Gollwitzer urteilte über Fürstin Marie:

„Sie stand innerlich der Wiener ersten Gesellschaft mit einer gewissen Distanz gegenüber, und daraus ist es vielleicht nicht zuletzt zu erklären, dass sie Kompensation in Form eines geistig bedeutenden Salons suchte. Auf den Abenden der Fürstin, die Kaulbach als Tassos Leonore gemalt hat, verkehrten Liszt, Wagner, Tegetthoff, der Seeheld Österreichs, Makart und ihr besonderer Schützling, der Dichter Ferdinand von Saar. Dass zum Ressort ihres Mannes die Wiener Theater gehörten, ermöglichte der Fürstin, sich angelegentlich mit dem Burgtheater zu befassen.“

## Familie
Marie zu Sayn-Wittgenstein heiratete 1859 Prinz Konstantin zu Hohenlohe-Schillingsfürst. Das Paar hatte sechs Kinder:
- Franz Joseph Prinz zu Hohenlohe-Schillingsfürst (1861–1871)
- Konrad Prinz zu Hohenlohe-Schillingsfürst (1863–1918)
- Philipp Prinz zu Hohenlohe-Schillingsfürst (1864–1942)
- Gottfried Prinz zu Hohenlohe-Waldenburg-Schillingsfürst (1867–1932) ⚭ Erzherzogin Maria Henriette von Österreich-Teschen (1883–1956)
- Wolfgang Prinz zu Hohenlohe-Schillingsfürst (1869–1883)
- Dorothea Prinzessin zu Hohenlohe-Schillingsfürst (1872–1954)